# Centrale de Coleson Cove
La centrale de Coleson Cove est une centrale thermique alimentée au fioul située dans le Nouveau-Brunswick au Canada.